# E!
E!: Entertainment Television er et amerikansk tv-netværk der broadcaster via kabel. Det blev opkøbt i november 2006 af Comcast.

| Fjernsyn | Spire Denne artikel om en tv-kanal er en spire som bør udbygges. Du er velkommen til at hjælpe Wikipedia ved at udvide den. |